# Lijst van rijksmonumenten in Haarlem
De stad Haarlem telt 1.175 inschrijvingen in het rijksmonumentenregister. 

## Haarlem-Centrum

Haarlem-Centrum

In totaal liggen er 931 rijksmonumenten in Haarlem-Centrum:
Buurten: 
- Lijst van rijksmonumenten in de Spaarnwouderbuurt (85)

Enkele lange straten: 
- Lijst van rijksmonumenten aan de Bakenessergracht (50)
- Lijst van rijksmonumenten aan de Gedempte Oude Gracht (59)
- Lijst van rijksmonumenten in de Grote Houtstraat (52)
- Lijst van rijksmonumenten in de Jansstraat (46)
- Lijst van rijksmonumenten in de Kleine Houtstraat (36)
- Lijst van rijksmonumenten aan de Nieuwe Gracht (Haarlem) (37)
- Lijst van rijksmonumenten in de Wilhelminastraat (Haarlem)

Overige:
- Lijst van rijksmonumenten in Haarlem-Centrum (540)

## Haarlem-Noord
- Lijst van rijksmonumenten in Haarlem-Noord

## Haarlem Zuid-West
- Lijst van rijksmonumenten in Haarlem Zuid-West

## Haarlem-Oost
- Lijst van rijksmonumenten in Haarlem-Oost

## Schalkwijk
- Lijst van rijksmonumenten in Schalkwijk (Haarlem) (4)